# Elio Berhanyer
Elio Berenguer Úbeda (Córdoba, 20 de febrero de 1929 - Madrid, 24 de enero de 2019), más conocido como Elio Berhanyer, fue un diseñador de moda español.

## Biografía
Tras la muerte de su padre, Juan Berenguer Lobo, fusilado por el bando sublevado el 17 de agosto de 1936 al estallar la guerra civil, su hermana Plinia se mudó a El Puerto de Santa María, en Cádiz, mientras que Elio se trasladó a Sevilla para encontrarse con su tía, hermana de su padre, que vivía en el barrio de San Jerónimo. Sus otros hermanos, José y Dolores Úbeda Pérez, hijos de otro matrimonio por parte de madre, permanecieron junto a esta.
Después escapa y decide ir a buscar a su tío Andrés Berenguer Lobo, hermano de su padre, que también vivía en San Jerónimo. Andrés lo acoge en su casa de campo como a uno de sus hijos, y más tarde la hija de Andrés, Natividad Berenguer, y su esposo Rafael Hernández le ofrecen trabajo en la lechería familiar propiedad de la hermana de Rafael y su esposo, situada en la calle Calatrava n.º 42 en Sevilla. 
Más adelante, Elio comienza a realizar sus primeros dibujos junto a su prima Natividad. A los 17 años se muda a Madrid y empieza a interesarse en el mundo del diseño y la moda.
De su matrimonio con la fallecida colombiana Mercedes Lotero, tuvo dos hijos, Juan Carlos y Pablo Elio Francisco de los cuales tiene cuatro nietos llamados Elio Rafael, Eliot,  Claudia, e India, en honor y recuerdo a su abuela Mercedes, mayormente conocida en Marbella como “La India”.
Fue un autodidacta. En 1955 diseñó los figurines para las Danzas fantásticas de Joaquín Turina por encargo de la bailarina de danza española Mariemma. Inició su carrera en la moda en 1956 y en la alta costura en 1960. Vistió a personalidades tales como la Reina Sofía, la infanta Doña Pilar, Ava Gardner, Hope Portocarrero y Cyd Charisse. En el desarrollo de su trabajo ha diseñado vestuarios para diversas obras de teatro, como Anillos para una dama. También diseñó los uniformes para Iberia, Ifema y RTVE.
Enseñó en la cátedra de moda en la Universidad de Córdoba.
En diciembre de 2008 el ministro de Cultura inaugura la exposición Elio Berhanyer: 50 años de moda, con más de 100 modelos de trajes y complementos representativos en el Museo del Traje de Madrid.
En 2013 Televisión Española presentó un documental de su trayectoria como maestro de diseño.
Falleció el 24 de enero de 2019 en Madrid a los 89 años de edad. 

## Premios
- Premio al mejor diseñador del año por la Casa Cadillac en Estados Unidos (1960).[6]
- Premio Isabel de Este, concedido por el gobierno italiano (1968).[6]
- Medalla de Oro en la Feria Interhoie, Berlín (Alemania), y primer premio al mejor uniforme internacional, compitiendo con el uniforme de Iberia- AVIACO en el Certamen Internacional de Líneas Aéreas de la IATA, en Río de Janeiro (Brasil) (1970).
- Obtiene un Máster por la Universidad de Harvard como doctor honoris causa (1974).[6]
- Premio Eugenia de Montijo, instituido por la crítica de prensa (1975).
- Gana el Concurso Nacional de Diseño convocado por Iberia para sus uniformes del personal de tierra y aire (1976).
- Premio Galena de Radio y Televisión Española a la mejor colección del año y a su labor de difusión de la moda de España en el mundo (1979).
- Premio Nacional de Turismo (1979).
- Medalla de bronce de la Fundación del Amo (1980).
- Premio Campioni, en Italia junto con Cardin y Courrèges (1991).[6]
- El Comité internacional BID en su 14.º certamen internacional en América le concede el galardón de American Quality Summit (2002).
- Recibe la medalla de Oro a las Bellas Artes (2002).[6]
- En noviembre recibe un premio a su trayectoria en las jornadas Cook & Fashion en San Sebastián (2008).
- Medalla de Oro de Andalucía (2009).
- Medalla de Oro de la Diputación de Almería (2009).
- Gran Cruz de la Orden del Dos de Mayo por la Comunidad de Madrid (02/05/2009).
- Homenaje en Cibeles Madrid Fashion Week a cargo de la Organización de Ifema (2009).
- Premio Mejor vestuario teatral por la obra “Vamos a contar Mentiras” de Alfonso Paso (2010).
- Homenaje en el “Segundo Certamen de Moda Profesional” en Puente Genil, Córdoba (2010).
- Homenaje e invitado de honor en el “Primer encuentro de moda España e India” en Valladolid (2010).
- En octubre de 2011 es galardonado con el Premio Nacional de Diseño de Moda otorgado por la ministra de Cultura (Madrid).
- Noviembre de 2011 Correos España, emite cuatro sellos con vestidos de ELIO BERHANYER del Museo del Traje.
- Abril de 2012. Asociado de Honor de la Asociación Creadores de Moda de España.
- Febrero 2013. Los príncipes de Asturias le hacen entrega del Premio Nacional de Diseño, en el Palacio del Pardo.
- Enero 2014. Recibe en Málaga el premio Canal Sur Radio, por su trayectoria.